# مکعب مقیاس
مکعب مقیاس یک مدل فناوری است که سه روش (یا رویکرد) را نشان می‌دهد که توسط آن‌ها می‌توان پلتفرم‌های تکنولوژی را برای پاسخگویی به نیاز روزافزون برای سیستم، مقیاس‌بندی کرد. سه رویکرد تعریف شده توسط این مدل شامل مقیاس بندی از طریق همانندسازی یا شبیه سازی ("محور X")، مقیاس‌بندی از طریق تقسیم بندی در امتداد چارچوب سرویس یا اجزای غیر یکسان ("محور Y") و بخش بندی یا پارتیشن بندی در امتداد اجزای مشابه ("محور Z" است. ).

## تاریخچه
این مدل برای اولین بار در چاپ اول کتاب هنر مقیاس پذیری منتشر شد. نویسندگان ادعا دارند که اولین انتشار این مدل در سال 2007 در وبلاگ شرکتشان است. نسخه های بعدی این مدل در نسخه اول  قوانین مقیاس پذیری در سال 2011 منتشر شد, نسخه دوم  هنر مقیاس پذیری در سال 2015  و نسخه دوم قوانین مقیاس پذیری در سال 2016 منتشر شد.

## نمای کلی مدل
محور X این مدل مقیاس‌بندی یک راه‌حل فناوری را از طریق نمونه‌های متعدد از یک بخش با استفاده از شبیه‌سازی یک سرویس یا تکرار یک مجموعه از داده ها توصیف می‌کند. سرورهای وب و اپلیکیشن که عملکرد یکسانی را انجام می دهند ممکن است در پشت یک تنظیم کننده مقدار برای مقیاس بندی یک راه حل وجود داشته باشند. سیستم های ماندگاری داده مانند پایگاه داده ممکن است برای توان عملیاتی بالاتر تکرار شوند.  محور Y مدل، مقیاس‌بندی یک راه‌حل تکنولوژی را با تفکیک کردن  یک برنامه یکپارچه به سرویس‌ها با استفاده از کلمات عمل (فعل ها)، یا جدا کردن چیزهای «غیر یکسان» توصیف می‌کند. داده ها ممکن است با اسم جدا شوند. سرویس‌ها باید داده‌هایی داشته باشند که بر اساس آن‌ها جداجدا و تنها از آن سرویس عمل می کنند.   محور Z مکعب مقیاس یک راه حل فناوری را با جدا کردن اجزا در راستای چارچوب " یکسان" توصیف می کند. چنین جداسازی ممکن است بر اساس جغرافیایی، در امتداد شماره هویت مشتری و غیره انجام شود.  

## محور X
مقیاس‌بندی محور X رایج‌ترین روشی است که استفاده می‌شود و می توان گفت اجرای آن ساده‌ترین روش است. اگرچه به طور بالقوه پرهزینه است، اما سرعتی که می توان آن را اجرا کرد و شروع به کاهش مشکلات کرد، پرهزینه بودن آن را جبران می کند. محور X یک کپی ساده از یک سرویس است که پس از بارگذاری متعادل می شود تا به افزایش ترافیک یا قطع شدن سرور کمک کند. هزینه‌ها می‌تواند شروع به بیش از حد شدن کنند، به‌ویژه زمانی که با سطح پایداری سروکار داریم. 

### مزایای مقیاس بندی محور X
- از نظر فکری آسان است
- تراکنش ها را به خوبی مقیاس بندی می کند
- سریع اجرا می شود

### معایب مقیاس بندی محور X
- هزینه (چند نسخه از پایگاه داده)
- به کش کردن آدرس نمی دهد
- به مقیاس سازمانی نمی پردازد

## محور Y
مقیاس‌ بندی محور Y شروع به جدا کردن تکه‌هایی از پایه‌های کد یکپارچه می‌کند و خدمات جداگانه یا گاهی اوقات میکروسرویس ایجاد می‌کند.  این جداسازی خطوط مشخصی را نه تنها برای مسئولیت و پاسخگویی، بلکه برای جدا کردن خطا نیز ایجاد می کند. اگر یکی از سرویس ها خراب شود، فقط باید خودش را خارج کند و نه سرویس های دیگر را.  

### مزایای مقیاس بندی محور Y
- امکان مقیاس سازمانی را فراهم می کند
- تراکنش ها را به خوبی مقیاس می کند
- ایزوله سازی اشتباه
- نرخ برد کش را افزایش می دهد

### معایب مقیاس بندی محور Y
- سخت بودن از نظر فکری
- پیاده سازی آن زمان می برد

## محور Z
مقیاس بندی محور Z معمولاً به موارد استفاده مشابه از داده ها نگاه می کند. یا ماهیت جغرافیایی داشته باشد یا اینکه مشتریان چگونه از وب سایت شما استفاده می کنند، یا حتی فقط یک مدل تصادفی از مجموعه داده مشتری شما. محور Z ،مشتریان را به بخش‌های مجزا تقسیم می‌کند تا از زمان پاسخگویی بهره ببرد و در صورت از بین رفتن یک منطقه یا بخش خاص، به از بین بردن مشکلات کمک کند.  

### مزایای مقیاس بندی محور Z
- از نظر فکری آسان است
- تراکنش ها را به خوبی مقیاس می کند
- می تواند جداسازی خطا را فراهم کند
- می تواند زمان پاسخگویی را بهبود بخشد

### معایب مقیاس بندی محور Z
- پیاده سازی زمان می برد
- به مقیاس سازمانی نمی پردازد
- برای کاهش سربار سیستم به اتوماسیون بیشتر نیاز دارد